# CB Bilbao Berri
Der Club Deportivo Basket Bilbao Berri, besser bekannt als Bilbao Basket, ist ein spanischer Basketballverein aus der baskischen Stadt Bilbao. Die erste Mannschaft spielte von 2004 bis 2014 in der spanischen Liga ACB. Die Heimspiele werden in der rund 10.000 Zuschauer fassenden Bilbao Arena bestritten.

## Geschichte
Der Klub Basket Bilbao Berri wurde am 7. März 2000 gegründet und startete in der LEB-2, zu jenem Zeitpunkt die dritte Spielklasse des spanischen Basketballs. Nachdem in der ersten Saison noch der Abstieg knapp verhindert wurde, glückte im folgenden Jahr bereits der Aufstieg in die LEB. Teil des Kaders war zu jener Zeit unter anderem der junge vom Lokalrivalen TAU Cerámica ausgeliehene Tiago Splitter. Auch in der zweiten Spielklasse glückte bereits in der Saison 2003/04 der Aufstieg in die Liga ACB. In der ersten Division gelang 2007/08 mit Platz sechs in der Regular Season erstmals die Qualifikation für die Play-offs um die Meisterschaft, die Basken scheiterten jedoch bereits im Viertelfinale am FC Barcelona. In der Saison 2008/09 erreichte Bilbao Basket erneut das Viertelfinale in der heimischen Meisterschaft und beendete darüber hinaus ihre erste Teilnahme an einem internationalen Bewerb mit dem Halbfinaleinzug im Eurocup, wo man mit 73:79 an BK Chimki scheiterte.
Nach einer erneuten Semifinalteilnahme beim Eurocup 2009/10 folgte im Play-off um die nationale Meisterschaft 2010/11 der Durchbruch. Bilbao setzte sich überraschend gegen PE Valencia und Real Madrid durch und scheiterte erst im Endspiel am FC Barcelona.
Auch in der EuroLeague 2011/12 konnten die Basken ihren Höhenflug fortsetzen. In der Vorrunde ließ man mit Caja Laboral und in der Zwischenrunde mit Real Madrid und Unicaja Málaga mehrere Lokalrivalen hinter sich und schied erst im Viertelfinale gegen ZSKA Moskau aus.
Bilbao erreichte in der Saison 2012/13 das Finale des ULEB Eurocup, welches man gegen Lokomotiv Kuban mit 64:75 verlor.
Aufgrund anhaltender finanzieller Schwierigkeiten verlor der Klub im Juli 2014 sein Antrittsrecht in der Liga ACB. CB Bilbao Berri ging jedoch erfolgreich gerichtlich gegen diese Entscheidung vor und erwirkte im August dieses Jahres die Wiederaufnahme in die spanische Meisterschaft.

## Namen
Im Laufe der Geschichte trug der Klub mehrmals Sponsorennamen:
- Lagun Aro Bilbao Basket (2004–2007)
- iurbentia Bilbao Basket (2007–2009)
- Bizkaia Bilbao Basket (2009–2011)
- Gescrap Bizkaia Bilbao Basket (2011–2012)
- Uxue Bilbao Basket (2012–2013)
- Dominion Bilbao Basket (2015–2016)
- RETAbet Bilbao Basket (2016–2021)
- Surne Bilbao Basket (seit 2021)

## Erfolge
- Vizesieger ULEB EuroCup (2013)

## Bekannte Spieler
| - Marko Banić - D’or Fischer - Venson Hamilton - Axel Hervelle - Marcelo Huertas - Raül López | - Milan Majstorović - Álex Mumbrú - Renaldas Seibutis - Tiago Splitter - Fran Vázquez - Frédéric Weis |